# تپه کول تپه ۱
تپه کول تپه ۱ مربوط به دوره اشکانیان است و در شهرستان ابهر، بخش سلطانیه، دهستان سلطانیه، روستای سلطانیه، ۳۷۰۰ متری شرق سه راه سلطانیه واقع شده و این اثر در تاریخ ۱۲ دی ۱۳۸۶ با شمارهٔ ثبت ۲۰۴۵۲ به‌عنوان یکی از آثار ملی ایران به ثبت رسیده است.